# 岩谷徹
岩谷徹（日语：岩谷 徹，いわたに とおる，1955年1月25日—）是日本的男性電子遊戲設計師，為益智遊戲《吃豆人》的原創設計者。

## 經歷

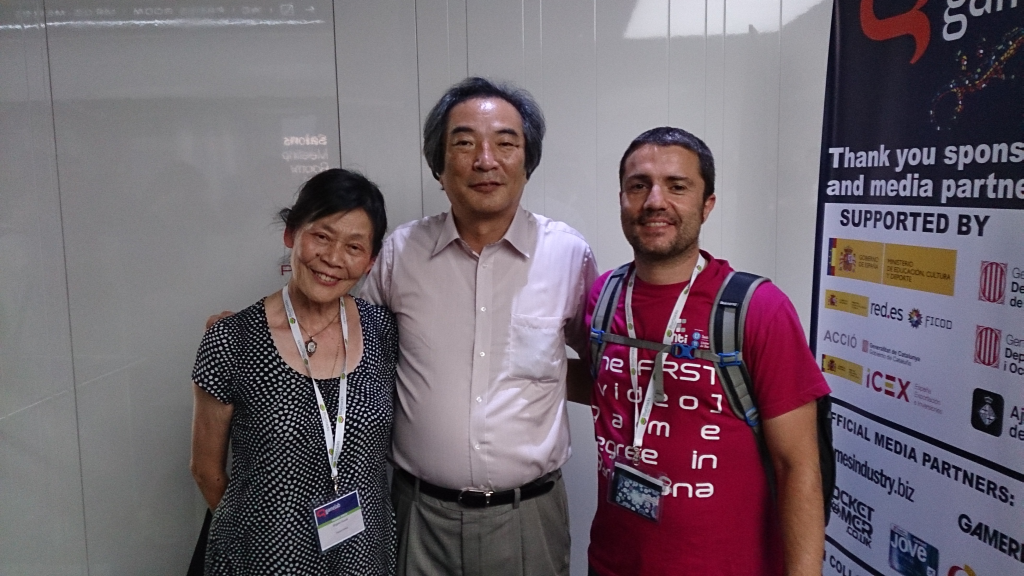
岩谷徹（中）於2015年在巴塞隆拿舉辦之GameLab會場上的合影。

出生位於東京都目黑區一帶的家庭，岩谷徹在家中三兄弟裡的老么。小時因受父親在NHK電視台工作緣故，曾多次搬家至秋田、仙台等日本東北地方，之後在中學時期回到東京居住。
1977年，22歲的岩谷徹從東海大學畢業後進入南夢宮公司工作，起初想製作彈珠台之類的街機遊戲；但當時南夢宮表示並未有生產彈珠機台的意圖，而岩谷徹便退而求次想做出一個有著類似彈珠台玩法的電子遊戲。之後在1978年岩谷徹以日本海外雅達利公司設計的《Breakout》為靈感，製作出融合彈珠台及《BreakOut》玩法的《彈珠檯磚塊》，並以此設計出一些衍生的遊戲作品。
之後該時期的街機市場多像是模仿《太空侵略者》之類的宇宙戰爭題材射擊遊戲，為了能讓市場上街機遊戲更老少咸宜；在1980年岩谷徹與舟木茂雄以及甲斐敏夫等人開發出適合大眾遊玩的益智遊戲《吃豆人》。此作品在發行後除了在全球遊戲市場創下佳績；以及多次在不同主機上發行衍生作品外，街機版的《小精靈》往後在2005年更被金氏世界紀錄評為史上最成功的街機作品；而岩谷徹則在2010年接受此榮譽。而當時在開發完《小精靈》後，岩谷徹後續陸續參與了《大蜜蜂》、《鐵板陣》、《貓捉老鼠》等多款遊戲製作。
在淡出遊戲開發方面工作後，岩谷徹另有投入教導遊戲開發界後輩的事務，如在2003年計算機娛樂供應商協會上擔任會場上的講師。其它也有在2005年起於大阪藝術大學擔任角色設計方面的客座教授和於東京大學擔任特任教授。
2007年3月，岩谷徹正式離開已與萬代合併的萬代南夢宮遊戲（現：萬代南夢宮娛樂），並開始在東京工藝大學的藝術學部擔任全職遊戲學科教授。

## 參與作品
- 彈珠檯磚塊（1978年）：遊戲設計
- CUTIE Q（1979年）：圖形設計
- 吃豆人（1980年）：遊戲設計
- 拉力賽車X（1980年）：製作人
- 太空驅逐艦（1981年）：製作人
- 大蜜蜂（1981年）：製作人
- 超級連一連（1983年）：遊戲設計、製作人
- 鐵板陣（1983年）：製作人
- 貓捉老鼠（1983年）：製作人
- 小精靈世界（1984年）：製作人
- 屠龍劍（1985年）：製作人
- 源平討魔傳（1986年）：製作人
- 立體小精靈（1987年）：製作人
- 終極賽車（1987年）：製作人
- 打磚塊衛星（1987年）：場景設計
- 大蜜蜂3（1990年）：製作人
- 實感賽車（1993年）：製作人
- 荒野兄弟（1994年）：製作人
- 未來坦克（1994年）：製作人
- 皇牌空戰（1995年）：製作人
- 終極賽車R（1995年）：製作人
- 立體滑雪（1995年）：製作人
- 火線危機（1996年）：製作人
- 自由飛翔車（1996年）：製作人
- 東京戰爭（1996年）：製作人
- 自由飛翔車（1996年）：製作人
- 老虎賽馬（1997年）：製作人

## 個人著書
- 小精靈的遊戲學入門：2005年9月17日 ISBN 4-7577-1752-0
- 遊戲的風格：2012年6月21日；與海道賢仁等多人合著 ISBN 4-7783-1326-7

## 提及的大眾文化
在2015年以復古電子遊戲角色實體化；讓它們侵略地球為題材的科幻喜劇電影《世界大對戰》中，除了有將岩谷徹設計的《小精靈》引用在電影外；也有讓由日裔加拿大演員丹尼斯·秋山所飾演岩谷徹出現在劇情中。另外雖然《世界大對戰》裡登場的岩谷徹是由他人所飾演，但岩谷徹本人仍有在該電影特別客串了一名街機維修員角色。

## 外部連結
- 岩谷徹在互联网电影资料库（IMDb）上的資料（英文）（英文）